# 4241 Pappalardo
4241 Pappalardo је астероид главног астероидног појаса чија средња удаљеност од Сунца износи 2,946 астрономских јединица (АЈ).
Апсолутна магнитуда астероида је 14,9.